# 1000-km-Rennen von Monza 2007

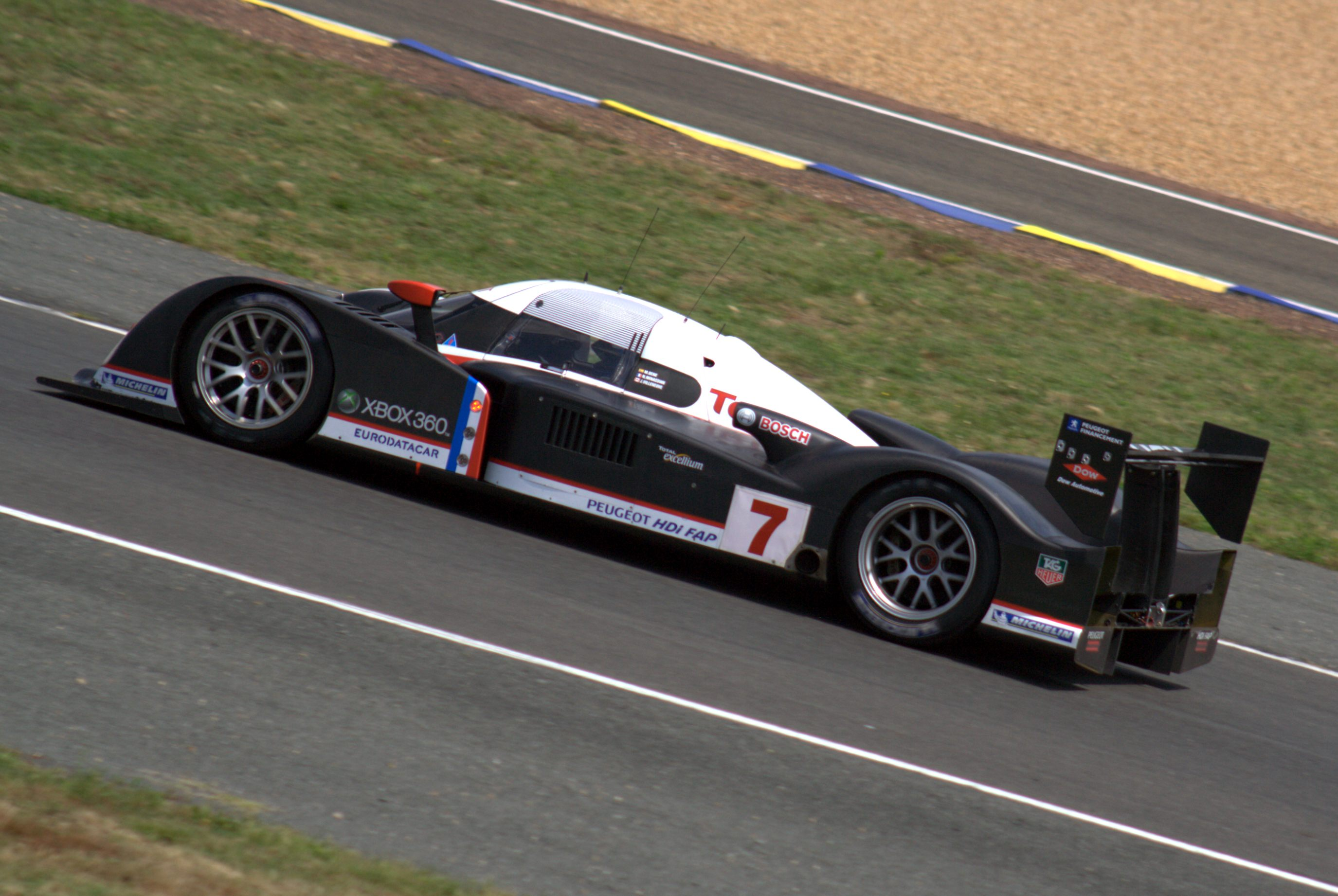
Peugeot 908 HDi FAP 2007

Das 36. 1000-km-Rennen von Monza , auch 1000 km di Monza, Le Mans Series, Monza, fand am 15. April 2007 auf dem Autodromo Nazionale Monza statt und war der erste Wertungslauf der Le Mans Series dieses Jahres.

## Das Rennen
In Monza gab der Peugeot 908 HDi FAP sein Renndebüt. Die beiden von einem 5,5-Liter-V12-Dieselmotor angetriebenen Prototypen wurden von Marc Gené, Nicolas Minassian, Pedro Lamy und Stéphane Sarrazin gefahren. Nicolas Minassian erreichte im Qualifying in einer Zeit von 1:34,503 Minuten die Pole-Position im Peugeot vor dem Teamkollegen Stéphane Sarrazin. In der LMP2-Klasse stellte Angel Burgueño seinen Lola B05/40 auf Gesamtposition 10. Unter den GT1-Wagen erzielte das Team ORECA mit 1:45,443 Minuten die schnellste Zeit. Richard Lietz konnte für IMSA Performance Matmut die Bestzeit in der GT2 herausfahren, mit 1:50,381 Minuten reichte das für Gesamtplatz 28.
Im Rennen konnten sich die beiden Peugeots schnell vom Rest des Feldes absetzen, die ärgsten Verfolger von Pedro Lamy und Marc Gené waren Jean-Christophe Boullion im Pescarolo Sport 01 aus dem Team von Henri Pescarolo und Stefan Mücke im Lola B07/17 von Charouz Racing. Vor der Zweistundenmarke bekam der Peugeot von Pedro Lamy und Stéphane Sarrazin technische Probleme und verlor vier Runden an der Box. Während die ersten beiden Plätze nun an die Fahrerduos Nicolas Minassian/Marc Gené und Emmanuel Collard/Jean-Christophe Boullion vergeben waren, überholte der zweite Peugeot einen Gegner nach dem anderen und konnte bis zum Zieleinlauf auf den dritten Platz vorfahren, nachdem er zwischenzeitlich auf Gesamtrang 10 zurückgefallen war.

## Ergebnisse

### Schlussklassement
| 1               | LMP1 | 7  | Team Peugeot Total    | Marc Gené Nicolas Minassian                            | Peugeot 908 HDi FAP       | 173 |
| 2               | LMP1 | 16 | Pescarolo Sport       | Emmanuel Collard Jean-Christophe Boullion              | Pescarolo Sport 01        | 172 |
| 3               | LMP1 | 8  | Team Peugeot Total    | Pedro Lamy Stéphane Sarrazin                           | Peugeot 908 HDi FAP       | 171 |
| 4               | LMP1 | 17 | Pescarolo Sport       | Harold Primat Christophe Tinseau                       | Pescarolo Sport 01        | 170 |
| 5               | LMP1 | 13 | Courage Compétition   | Jean-Marc Gounon Guillaume Moreau                      | Courage LC70              | 168 |
| 6               | LMP2 | 27 | Horag Racing          | Fredy Lienhard Didier Theys Eric van de Poele          | Lola B05/40               | 165 |
| 7               | LMP1 | 18 | Rollcentre Racing     | João Barbosa Phil Keen Stuart Hall                     | Pescarolo Sport 07        | 163 |
| 8               | LMP2 | 25 | RML                   | Thomas Erdos Mike Newton                               | MG Lola EX264             | 161 |
| 9               | GT1  | 72 | Alphand Aventures     | Luc Alphand Jérôme Policand Patrice Goueslard          | Chevrolet Corvette C6.R   | 160 |
| 10              | GT1  | 50 | Aston Martin Larbre   | Christophe Bouchut Gabriele Gardel Fabrizio Gollin     | Aston Martin DBR9         | 159 |
| 11              | GT1  | 73 | Alphand Aventures     | Jean-Luc Blanchemain Sébastien Dumez Vincent Vosse     | Chevrolet Corvette C5-R   | 159 |
| 12              | GT1  | 59 | Team Modena           | Antonio García Liz Halliday                            | Aston Martin DBR9         | 158 |
| 13              | GT1  | 61 | Racing Box            | Piergiuseppe Perazzini Marco Cioci Salvatore Tavano    | Saleen S7-R               | 155 |
| 14              | GT2  | 97 | GPC Sport             | Fabrizio De Simone Sergio Hernández Alessandro Bonetti | Ferrari F430 GT           | 154 |
| 15              | GT2  | 78 | Scuderia Villorba     | Alex Caffi Denny Zardo                                 | Ferrari F430 GT           | 154 |
| 16              | GT2  | 96 | Virgo Motorsport      | Rob Bell Allan Simonsen                                | Ferrari F430 GT           | 154 |
| 17              | GT2  | 81 | Team LNT              | Tom Kimber-Smith Danny Watts                           | Panoz Esperante GTLM      | 153 |
| 18              | GT2  | 83 | GPC Sport             | Luca Drudi Gabrio Rosa Johnny Mowlem                   | Ferrari F430 GT           | 152 |
| 19              | GT2  | 76 | Imsa Performance      | Raymond Narac Richard Lietz                            | Porsche 997 GT3 RSR       | 152 |
| 20              | GT2  | 94 | Speedy Racing Team    | Andrea Belicchi Andrea Chiesa Jonny Kane               | Spyker C8 Spyder GT2R     | 151 |
| 21              | GT2  | 77 | Felbermayr Proton     | Marc Lieb Xavier Pompidou                              | Porsche 997 GT3 RSR       | 151 |
| 22              | LMP1 | 12 | Courage Compétition   | Alexander Frei Jonathan Cochet                         | Courage LC70              | 150 |
| 23              | LMP2 | 31 | Binnie Motorsports    | William Binnie Allen Timpany Chris Buncombe            | Lola B05/40               | 150 |
| 24              | GT2  | 92 | Thierry Perrier       | Philippe Hesnault Nigel Smith Anthony Beltoise         | Porsche 997 GT3 RSR       | 149 |
| 25              | LMP1 | 14 | Racing For Holland    | Jan Lammers David Hart Jeroen Bleekemolen              | Dome S101.5               | 146 |
| 26              | GT2  | 90 | Farnbacher Racing     | Dirk Werner Pierre Ehret Lars-Erik Nielsen             | Porsche 997 GT3 RSR       | 144 |
| 27              | LMP2 | 35 | Saulnier Racing       | Jacques Nicolet Alain Filhol Bruce Jouanny             | Courage LC75              | 143 |
| 28              | GT2  | 79 | Felbermayr Proton     | Horst Felbermayr senior Gerold Ried Philip Collin      | Porsche 996 GT3-RSR       | 143 |
| 29              | LMP2 | 44 | Kruse Motorsport      | Tony Burgess Jean de Pourtales Norbert Siedler         | Pescarolo Sport 07        | 139 |
| 30              | LMP1 | 15 | Charouz Racing        | Jan Charouz Stefan Mücke                               | Lola B07/17               | 138 |
| 31              | GT2  | 84 | Chad Peninsula Panoz  | John Hartshorne Sean McInerney Michael McInerney       | Panoz Esperante GTLM      | 134 |
| 32              | GT2  | 99 | JMB Racing            | Maurice Basso Bo McCormick Stéphane Daoudi             | Ferrari F430 GT           | 133 |
| 33              | LMP2 | 20 | Pierre Bruneau        | Marc Rostan Pierre Bruneau Simon Pullan                | Pilbeam MP93              | 125 |
| Ausgefallen     |      |    |                       |                                                        |                           |     |
| 34              | GT2  | 85 | Spyker Squadron       | Peter Kox Jaroslav Janiš                               | Spyker C8 Spyder GT2R     | 125 |
| 35              | LMP1 | 19 | Chamberlain Synergy   | Gareth Evans Bob Berridge Peter Owen                   | Lola B06/10               | 123 |
| 36              | GT2  | 88 | Felbermayr Proton     | Christian Ried Horst Felbermayr junior Thomas Gruber   | Porsche 997 GT3 RSR       | 94  |
| 37              | LMP2 | 40 | Quifel ASM Team       | Miguel Amaral Miguel Ángel de Castro Angel Burgueño    | Lola B05/40               | 90  |
| 38              | LMP1 | 3  | Scuderia Lavaggi      | Giovanni Lavaggi Marcelo Puglisi                       | Lavaggi LS1               | 57  |
| 39              | GT1  | 55 | Team Oreca            | Stéphane Ortelli Soheil Ayari                          | Saleen S7-R               | 52  |
| 40              | LMP2 | 45 | Embassy Racing        | Warren Hughes Neil Cunningham                          | Radical SR9               | 49  |
| 41              | GT2  | 95 | James Watt            | Paul Daniels Dave Cox Joël Camathias                   | Porsche 997 GT3 RSR       | 43  |
| 42              | GT2  | 82 | Team LNT              | Lucas Lasserre Richard Dean Lawrence Tomlinson         | Panoz Esperante GTLM      | 38  |
| 43              | GT2  | 89 | Markland Racing       | Kurt Thiim Thorkild Thyrring Henrik Møller Sørensen    | Chevrolet Corvette C6 Z06 | 29  |
| 44              | GT2  | 98 | Ice Pol Racing Team   | Yves Lambert Christian Lefort Frédéric Bouvy           | Ferrari F430 GT           | 25  |
| 45              | GT1  | 51 | Aston Martin Larbre   | Gregor Fisken Steve Zacchia Gregory Franchi            | Aston Martin DBR9         | 17  |
| 46              | LMP2 | 21 | Bruichladdich Radical | Tim Greaves Stuart Moseley                             | Radical SR9               | 3   |
| Nicht gestartet |      |    |                       |                                                        |                           |     |
| 47              | LMP2 | 32 | Barazi Epsilon        | Juan Barazi Karim Ojjeh Michael Vergers                | Zytek 07S                 | 1   |

1 nicht gestartet

### Nur in der Meldeliste
Hier finden sich Teams, Fahrer und Fahrzeuge, die ursprünglich für das Rennen gemeldet waren, aber aus den unterschiedlichsten Gründen daran nicht teilnahmen.
| Pos. | Klasse | Nr. | Team                           | Fahrer                                             | Chassis      |
| ---- | ------ | --- | ------------------------------ | -------------------------------------------------- | ------------ |
| 48   | LMP1   | 5   | Swiss Spirit                   | Jean-Denis Delétraz Marcel Fässler Iradj Alexander | Lola B07/10  |
| 49   | LMP1   | 10  | Arena International Motorsport | Hayanari Shimoda Tom Chilton                       | Zytek 07S    |
| 50   | LMP2   | 23  | Noël del Bello Racing          |                                                    | Courage LC75 |

### Klassensieger
| Klasse | Fahrer             | Fahrer            | Fahrer             | Fahrzeug                | Platzierung im Gesamtklassement |
| ------ | ------------------ | ----------------- | ------------------ | ----------------------- | ------------------------------- |
| LMP1   | Marc Gené          | Nicolas Minassian |                    | Peugeot 908 HDi FAP     | Gesamtsieg                      |
| LMP2   | Fredy Lienhard     | Didier Theys      | Eric van de Poele  | Lola B05/40             | Rang 6                          |
| GT1    | Luc Alphand        | Jérôme Policand   | Patrice Goueslard  | Chevrolet Corvette C6.R | Rang 9                          |
| GT2    | Fabrizio De Simone | Sergio Hernández  | Alessandro Bonetti | Ferrari F430 GT         | Rang 14                         |

### Renndaten
- Gemeldet: 50
- Gestartet: 46
- Gewertet: 33
- Rennklassen: 4
- Zuschauer: unbekannt
- Wetter am Renntag: unbekannt
- Streckenlänge: 5,793 km
- Fahrzeit des Siegerteams: 4:59:20,735 Stunden
- Gesamtrunden des Siegerteams: 173
- Gesamtdistanz des Siegerteams: 1002,189 km
- Siegerschnitt: 200,876 km/h
- Pole Position: Nicolas Minassian - Peugeot 908 HDi FAP (#7) – 1:34,503
- Schnellste Rennrunde: Pedro Lamy - Peugeot 908 HDi FAP (#8) – 1:36,500
- Rennserie: 1. Lauf zur Le Mans Series 2007